# Gare de Kauklahti
La gare de Kauklahti (en finnois : Kauklahden rautatieasema,  suédois : Köklax järnvägsstation) est une gare ferroviaire et routière située dans le quartier de Kauklahti à Espoo en Finlande.